# Lyssomanes robustus
Lyssomanes robustus là một loài nhện trong họ Salticidae.
Loài này thuộc chi Lyssomanes. Lyssomanes robustus được Władysław Taczanowski miêu tả năm 1878.